# Rüstung für das Realgestech
Die Rüstung für das Realgestech oder für das Plankengestech war eine Turnierrüstung für eine besondere Turnierform, die „Realgestech“ oder „Plankengestech“ genannt wird.

## Beschreibung

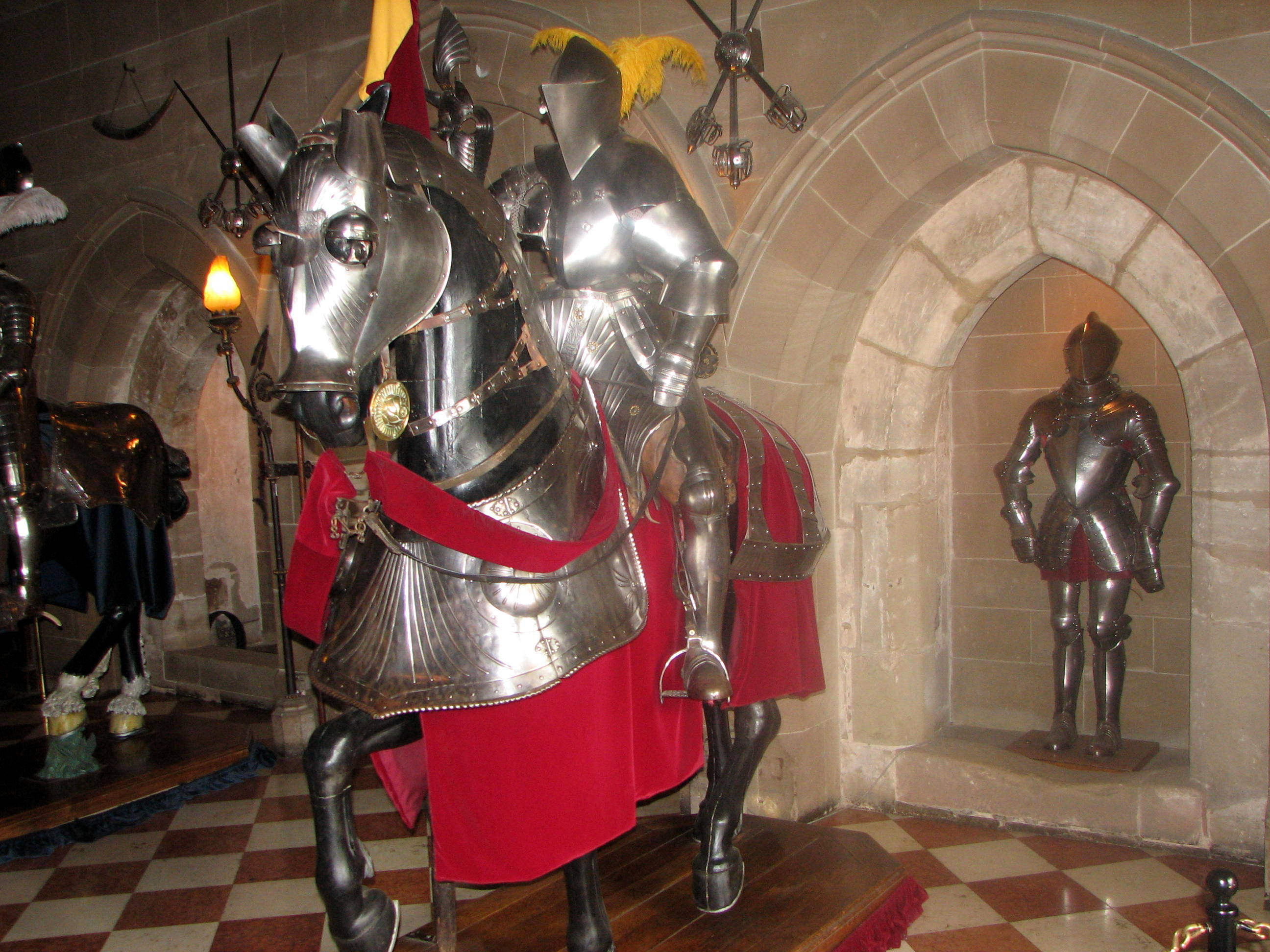
Rüstung mit Verstärkungsplatten

Diese Rüstung war für eine besondere Turnierform, genannt Real- oder Plankengestech, gedacht.
Die Rüstung war in der Regel eine normale Kriegs- oder Turnierrüstung, die durch spezielle Zusatzteile (Verstärkungsplatten, Verstärkungsstücke, engl. „Reinforcing Pices“) dem Turnier angepasst wurde. Die linke Seite des Trägers wurde mit diesen Bauteilen besonders stark gepanzert, um einem Treffer standhalten zu können und ohne dass das Risiko einer schweren oder tödlichen Verletzung bestand.

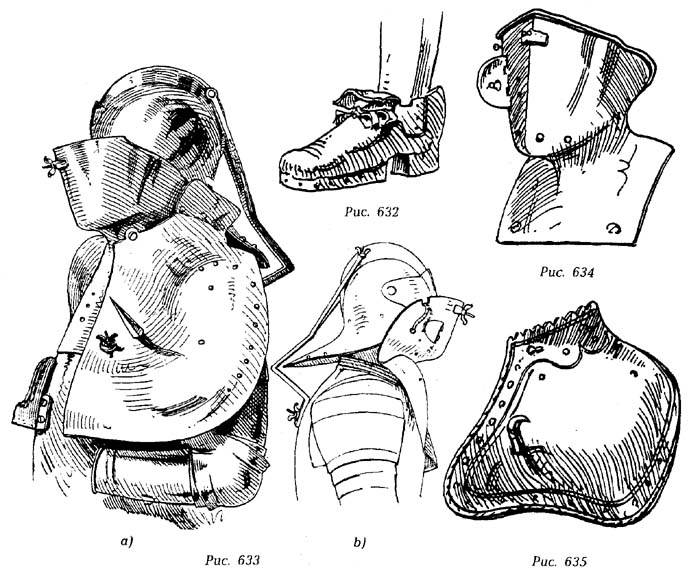
Verstärkungsteile: Rüstung mit steifem Bart, Brechschild und Helmverstrebung (links und unten Mitte), Brechschild (rechts unten), steifer Bart (rechts oben), Schwerer Doppelschuh (oben Mitte)

Der Helm wurde auf der linken Kopfseite verstärkt und der linksseitige Visierbereich verschlossen. Als das Realgestech in Mode kam, wurden spezielle Helme gefertigt, die bereits die Sicherheitsverstärkungen enthielten. An der rechten Seite waren Klappen oder kleine Türchen (Helmtürchen) angebracht, die vom Träger mit einem Seil geöffnet werden konnten, um eine bessere Luftzufuhr zu ermöglichen. Der Schulter- und Brustbereich wurde vergrößert und ebenfalls verstärkt. Der Halsbereich war aus einem Stück gearbeitet, so dass der Kopf unbeweglich war. Das linke Armzeug wurde verstärkt und die Ellbogenkacheln stark vergrößert, so dass sie bis zur oberen Hälfte des Oberarmes reichten.

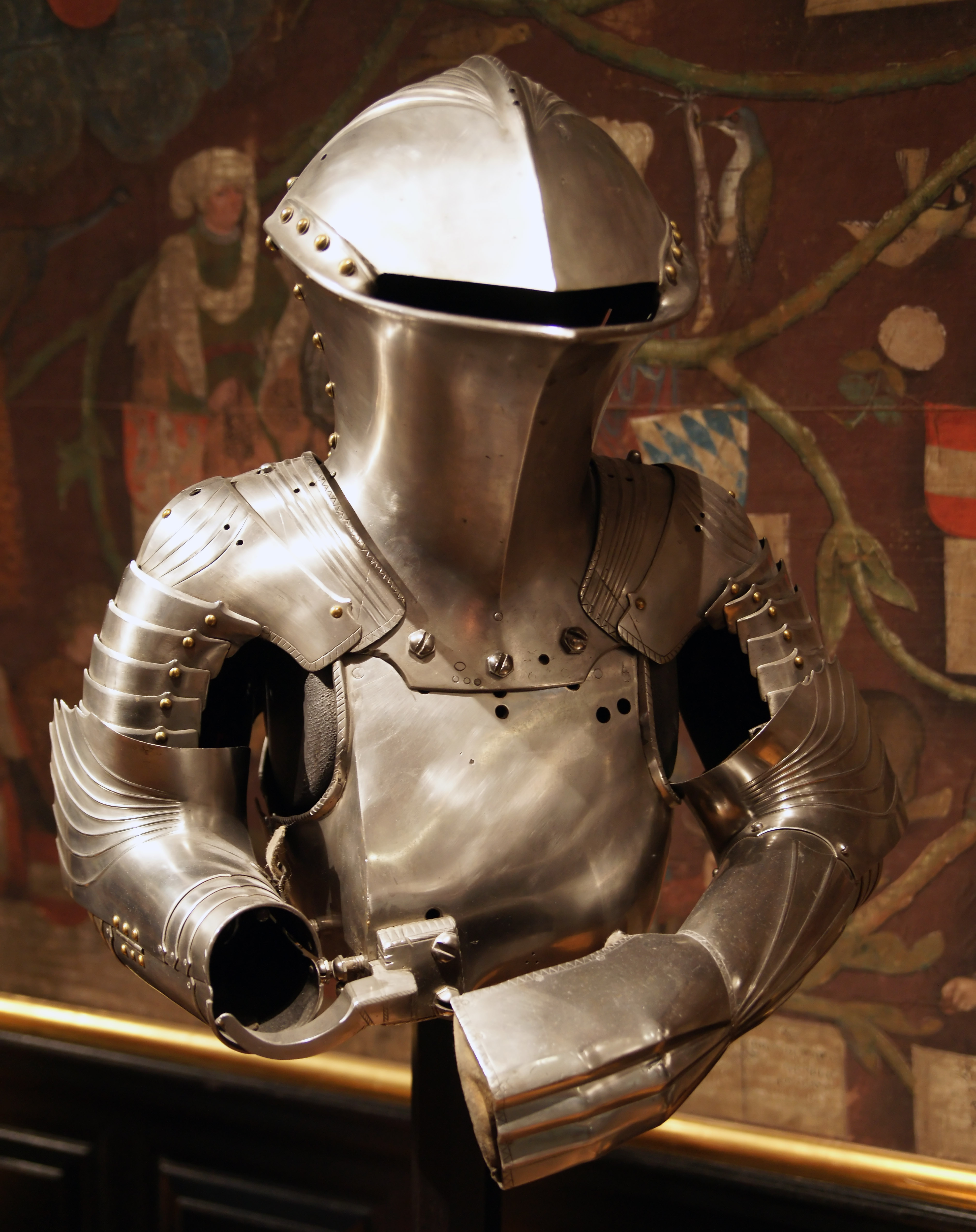
Turnierrüstung mit fingerlosem Panzerhandschuh

Das Ellenbogengelenk war ebenfalls mit dem Unterarmpanzer aus einem Stück gefertigt und unbeweglich. Der Arm konnte somit nicht gestreckt oder gebogen werden. Die Panzerhandschuhe wurden zum Teil ohne Finger gearbeitet, so dass der Bereich der Finger einem eckigen Kasten glich. An manchen Rüstungen wurde ein zusätzlicher Brechschild auf die linke Seite des Brustpanzers angeschraubt, dessen auf der Vorderseite angebrachte Verstrebungen verhindern sollten, dass die Lanzenspitze abgleitet. Die obere linke Beintasche Tassette wurde ebenfalls verstärkt. Zum Schutz vor Berührungen der Planke, die die Turnierreiter voneinander trennte, wurden oft schwere, eiserne Schuhe (Schwerer Doppelschuh) getragen.
In der zweiten Hälfte des 16. Jahrhunderts wurden vor allem für den Hof von Sachsen spezielle Harnische angefertigt, die wie eine Mischung aus dem alten Stech- und Rennzeug und Bauteilen der für das Realgestech benötigten Harnischen erscheinen. Zum Teil wurden diese Rüstungen wieder mit Rennhüten (Schaller) versehen, die eine Verstrebung auf den Rücken der Rüstung besaßen. Diese Verstrebung war mit dem Helm verbunden und sorgte dafür, dass bei einem Treffer gegen den Helm das Genick nicht gebrochen wurde. Da der Schaller meist nach dem Halsbereich zu offen war, wurde ein starker, steifer Bart auf der Brust angeschraubt. Diese Bärte waren meist mit einem Helmfenster versehen. Diese Art der Harnische war vermutlich die Erfindung eines Plattners am Hofe Kurfürst August I. von Sachsen. Diese spezielle Rüstung wird zur Unterscheidung von anderen Turnierharnischen „sächsische Turnierharnische“ genannt.
Diese Rüstungen sind die letzte Turnierrüstungsart, die hergestellt wurden. Man benutzte sie bis etwa 1590.